# ヴァシリコ (ロストフ公)
ヴァシリコ・コンスタンチノヴィチ（Василько Константинович, 1209年12月7日 - 1238年3月4日）は、ロストフ公（在位：1218年 - 1238年）。ウラジーミル大公コンスタンチンの長男。

## 略歴
1209年に生まれる。
1218年の父の死に伴い、ロストフ公位（およびコストロマ、北部ガーリチ地方）を相続する。
1220年にウラジーミル大公ユーリー2世と共にヴォルガ・ブルガールに遠征し、勝利を収める。
1223年のカルカ川の戦いに参加するために準備を進めていたが、到着までに南ルーシ諸公が討ち破られ、北方に引き返した。
1226年にはユーリー大公に率いられて、チェルニゴフのミハイル公の支援に駆けつけた。
1227年にはミハイル公の娘マリヤを妃として迎える。
1228年にはモルドヴァ遠征を行う。
1238年にモンゴル軍がルーシの北方に攻め寄せた際に、大公ユーリー2世と共に軍を集めるために北方に向かうが、シチ川の戦いでモンゴルの急襲に遭い戦死した。ロシア正教会で聖人とされる。

## 家族
公妃マリヤとの間には、ロストフ公国を継いだボリスと、ベロオーゼロ公国を継いだグレプを授かった。